# Phù não
Phù não là sự tích tụ quá mức của chất lỏng (phù) trong không gian nội bào hoặc ngoại bào của não. Điều này thường gây ra sự suy giảm chức năng thần kinh, tăng áp lực trong hộp sọ và cuối cùng có thể dẫn đến chèn ép trực tiếp mô não và mạch máu.  Các triệu chứng khác nhau dựa trên vị trí và mức độ phù và thường bao gồm đau đầu, buồn nôn, nôn mửa, buồn ngủ, rối loạn thị giác, chóng mặt và trong trường hợp nghiêm trọng, hôn mê và tử vong.
Phù não thường có mặt trong một loạt các chấn thương não bao gồm đột quỵ thiếu máu cục bộ, xuất huyết dưới nhện, chấn thương sọ não, tụ máu dưới màng cứng, tụ máu ngoài màng cứng, hoặc tụ máu nội sọ, não úng thủy, ung thư não, nhiễm trùng não, nồng độ natri trong máu thấp, độ cao, và suy gan cấp tính. Chẩn đoán dựa trên các triệu chứng và kết quả kiểm tra thể chất và được xác nhận bằng phương pháp thần kinh nối tiếp (chụp cắt lớp vi tính và chụp cộng hưởng từ).
Việc điều trị phù não phụ thuộc vào nguyên nhân và bao gồm theo dõi đường thở và áp lực nội sọ của người đó, định vị thích hợp, giảm thông khí có kiểm soát, thuốc, quản lý chất lỏng, steroid. Phù não mở rộng cũng có thể được điều trị bằng phẫu thuật với phẫu thuật cắt bỏ sọ.  Phù não là nguyên nhân chính gây tổn thương não và góp phần quan trọng vào tỷ lệ tử vong do đột quỵ do thiếu máu cục bộ và chấn thương sọ não.
Vì phù não có mặt với nhiều bệnh lý não phổ biến, dịch tễ học của bệnh không dễ xác định. Tỷ lệ mắc rối loạn này nên được xem xét về mặt nguyên nhân tiềm ẩn của nó và có mặt trong hầu hết các trường hợp chấn thương sọ não, khối u hệ thống thần kinh trung ương, thiếu máu cục bộ não và xuất huyết nội sọ.  Ví dụ, phù não ác tính đã xuất hiện ở khoảng 31% số người bị đột quỵ do thiếu máu cục bộ trong vòng 30 ngày sau khi khởi phát.

## Dấu hiệu và triệu chứng
Mức độ và mức độ nghiêm trọng của các triệu chứng phù não phụ thuộc vào nguyên nhân chính xác nhưng thường liên quan đến sự gia tăng cấp tính của áp lực trong hộp sọ. Do hộp sọ là một không gian cố định và không co giãn, sự tích tụ của phù não có thể thay thế và nén các mô não quan trọng, dịch não tủy và mạch máu, theo học thuyết Monroe-Kellie.
Tăng áp lực nội sọ (Increased intracranial pressure - ICP) là một cấp cứu phẫu thuật có khả năng đe dọa tính mạng được đánh dấu bằng các triệu chứng đau đầu, buồn nôn, nôn mửa, giảm ý thức. Các triệu chứng thường đi kèm với rối loạn thị giác như nhìn chằm chằm, giảm thị lực và chóng mặt.  Áp lực tăng lên trong hộp sọ có thể gây tăng huyết áp bù trừ để duy trì lưu lượng máu não, khi liên quan đến nhịp thở không đều và nhịp tim giảm, được gọi là phản xạ Cushing.  Phản xạ Cushing thường chỉ ra sự nén não trên mô não và mạch máu, dẫn đến giảm lưu lượng máu đến não và cuối cùng là tử vong.

## Nguyên nhân
Phù não thường gặp trong chấn thương não cấp tính từ nhiều nguồn gốc khác nhau, bao gồm nhưng không giới hạn ở:
- Chấn thương sọ não [8]
- Đột quỵ [1]
- Khối u
- Nhiễm trùng (như áp xe não hoặc viêm màng não) [3][11]
- Bệnh não gan [5]
- Hội chứng bệnh não có hồi phục sau [12]
- Phù não do bức xạ [13]
- Thay đổi sau phẫu thuật [14][15]
- Phù não độ cao [6]
- Bất thường hình ảnh liên quan đến mmyloid liên quan đến phù (ARIA-E) [16]
- Hạ natri máu [17]

### Các yếu tố rủi ro
Phù não là một hiện tại với nhiều bệnh lý não phổ biến và các yếu tố nguy cơ phát triển phù não sẽ phụ thuộc vào nguyên nhân. Sau đây là những dự đoán đáng tin cậy cho sự phát triển của phù não sớm trong đột quỵ thiếu máu cục bộ.
- Tuổi trẻ hơn
- Mức độ nghiêm trọng cao hơn của các triệu chứng trên thang điểm đột quỵ của Viện sức khỏe quốc gia
- Dấu hiệu thiếu máu cục bộ hiện nay khi khám lâm sàng
- Giảm mức độ ý thức
- Dấu hiệu động mạch siêu dày đặc và khu vực bị ảnh hưởng lớn hơn trên hình ảnh CT
- Đường huyết cao

## Phân loại
Phù não đã được phân loại truyền thống thành hai loại phụ chính: gây độc tế bào và phù não. Phân loại đơn giản này giúp hướng dẫn việc ra quyết định y tế và điều trị bệnh nhân bị phù não. Tuy nhiên, có một số loại khác biệt hơn bao gồm nhưng không giới hạn ở phù kẽ, thẩm thấu, thủy tĩnh và phù độ cao liên quan. Trong một người bị ảnh hưởng, các loại phụ riêng lẻ có thể xuất hiện đồng thời.
Các loại phụ riêng lẻ sau đây đã được xác định:

### Phù độc / phù tế bào
Nói chung, phù độc tế bào có liên quan đến chết tế bào trong não thông qua việc làm sưng tế bào quá mức. Ví dụ, trong trường hợp thiếu máu não, hàng rào máu não vẫn còn nguyên nhưng giảm lưu lượng máu và cung cấp glucose dẫn đến sự gián đoạn trong quá trình chuyển hóa tế bào và tạo ra các nguồn năng lượng, như adenosine triphosphate (ATP).  Sự cạn kiệt nguồn năng lượng làm suy yếu chức năng của bơm natri và kali trong màng tế bào, dẫn đến sự giữ các ion natri trong tế bào.  Sự tích tụ natri trong tế bào gây ra sự hấp thu nước nhanh chóng thông qua thẩm thấu, với sự sưng lên của các tế bào sau đó. Hậu quả cuối cùng của phù độc tế bào là cái chết do áp lực keo của tế bào thần kinh. Sự sưng tấy của các tế bào riêng lẻ của não là đặc điểm phân biệt chính của phù tế bào, trái ngược với phù mạch, trong đó dòng chất lỏng thường thấy trong không gian kẽ chứ không phải trong chính các tế bào. Các nhà nghiên cứu đã đề xuất rằng "phù tế bào" có thể thích hợp hơn với thuật ngữ "phù độc" do sưng phù và thiếu một chất "độc hại" nhất quán.
Có một số điều kiện lâm sàng trong đó phù độc tế bào xuất hiện:
- Thường gây ra bởi chấn thương sọ não, xuất huyết nội sọ và giai đoạn đầu của đột quỵ thiếu máu cục bộ.[1]
- Cũng thấy trong suy gan cấp tính, nơi chất thải độc hại, đáng chú ý nhất là amonia, tích tụ trong dòng máu và vượt qua hàng rào máu não.[5] Hyperammonemia ở trung tâm hệ thần kinh (CNS) tế bào gây ra stress oxy hóa và mitochrondrial rối loạn chức năng, dẫn đến astrocytic tế bào sưng.  Ngoài ra, amonia được chuyển đổi thành glutamine trong các tế bào CNS hoạt động như một chất thẩm thấu và hút thêm nước vào tế bào thông qua thẩm thấu.  Phù não xảy ra phổ biến nhất kết hợp với sự gia tăng nhanh chóng nồng độ amonia.
- Phơi nhiễm chất độc với methionine sulfoxime, cuprizone, isoniazid, triethyl tin, hexachlorophene và hydro cyanide có liên quan đến phù tế bào và sưng tế bào hình sao.[21]
- Thiếu oxy, anoxia có thể dẫn đến phù độc tế bào thông qua một số cơ chế [18]